# Giovanni di Nikiu
Giovanni di Nikiû (Yohannes Madabbar, Hanna al-Mudabbir, Hanna al-Naqyusi) (fl. 680-690) è stato un vescovo cristiano orientale e storico egiziano di lingua copta, originario di Nikiû (Pashati, oggi Zawyat Razin) sul Delta del Nilo.

## Biografia
Yohannes Madabbar, Hanna al-Mudabbir, più noto come Hanna al-Naqyusi o Giovanni di Nikiu, fu amministratore generale dei monasteri dell'Alto Egitto nel 696. È noto come l'autore di una Cronaca che va da Adamo alla fine della conquista islamica dell'Egitto. La Cronaca di Giovanni di Nikiu contiene importanti dettagli storici non riferiti da altre fonti, in quanto fino al ritrovamento del manoscritto nella sua versione etiopica durante una spedizione britannica nel 1867, era di fatto impossibile per gli studiosi ricostruire la storia della conquista islamica dell'Egitto.
È noto fra le altre cose per avere riferito del brutale omicidio della filosofa Ipazia secondo la tradizione cristiana cosiddetta radicale, per cui Ipazia era da considerare una strega e la sua eliminazione era un titolo di merito per il vescovo Cirillo di Alessandria.